# L Esposizione internazionale d'arte di Venezia

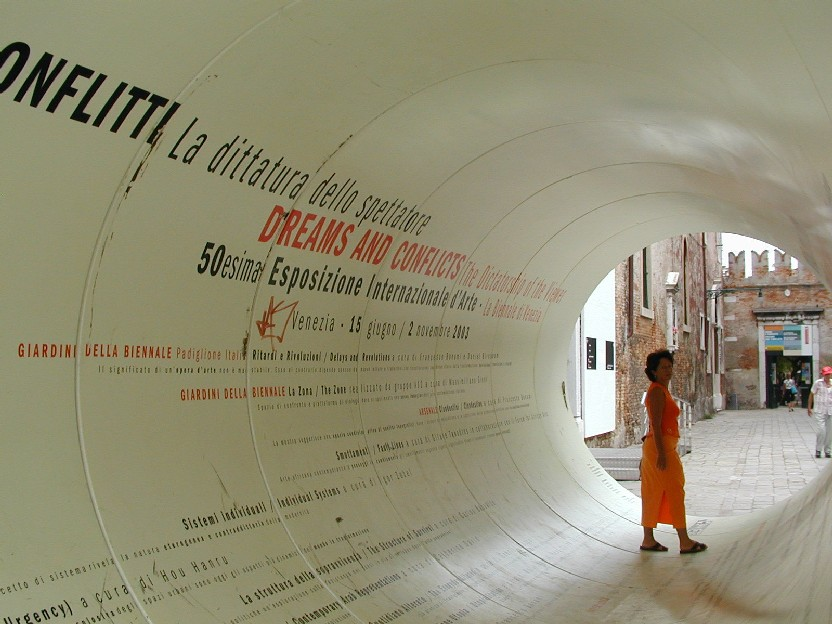
The Cord, installazione informativa

La 50ª edizione dell'Esposizione Internazionale d'Arte di Venezia si è tenuta dal 15 giugno al 2 novembre 2003, con pre-apertura il 13 e 14 giugno, e si è svolta sotto la direzione artistica dell'italiano Francesco Bonami che ha scelto come titolo della manifestazione Sogni e Conflitti - La dittatura dello spettatore (Dreams and Conflicts - The Dictatorship of the Viewer).
Il 24 marzo si è tenuta la conferenza stampa di presentazione nel teatro Studio dell'Auditorium Parco della Musica di Roma con il presidente della Biennale Franco Bernabè e il direttore artistico Francesco Bonami.
La 50ª Biennale Arte ha riscontrato 260 103 biglietti emessi, con un incremento del 17% rispetto alla precedente edizione, di cui 82 101 giovani under 26; i giornalisti sono stati 9 394, 6 024 quelli stranieri provenienti da 66 Paesi.

## Esposizione internazionale
Il titolo dell'Esposizione, Sogni e Conflitti - La dittatura dello spettatore, nelle intenzioni del direttore Bonami, «un evento di arte contemporanea è il risultato dello scontro fra il sogno estetico e il documento del conflitto» (Sogni e Conflitti) per «ridare allo spettatore il controllo del proprio sguardo e della propria immaginazione, vogliamo che diventi il "dittatore" della propria esperienza di mostra» (La dittatura dello spettatore).
All'ingresso dei Giardini si trovava The Cord, grandi cilindri realizzati in acciaio Corten con la funzione di biglietteria e contenenti le informazioni sull'esposizione, mentre all'Arsenale i cilindri collegavano le varie sezioni.
La Biennale Arte 2003 è stata suddivisa in 12 sezioni organizzate da 12 curatori:

### Ritardi e rivoluzioni
45 artisti internazionali che si dedicano a generi diversi: pittura, disegno, scultura, cinema, video e installazioni.
- Curatori: Francesco Bonami e Daniel Birnbaum
- Sede: Padiglione Italia ai Giardini
- Artisti invitati: Franz Ackermann, Matthew Barney, Thomas Bayrle, Johanna Billing, Glenn Brown, Maurizio Cattelan, Jonas Dahlberg, Berlinde De Bruyckere, Tacita Dean, Sam Durant, Juan Pedro Fabra Guemberena, Ceal Floyer, Giuseppe Gabellone, Ellen Gallagher, Isa Genzken, Carmit Gil, Felix Gmelin, Robert Gober, Amit Goren, Dan Graham, Massimo Grimaldi, David Hammons, Kevin Hanley, Damien Hirst, Carsten Höller, Piotr Janas, Ian Kiaer, Dinh Q. Lê, Sarah Lucas, Kerry James Marshall, Lucy McKenzie, Helen Mirra, Rivane Neuenschwander, Cady Noland, Gabriel Orozco, Jennifer Pastor, Richard Prince, Carol Rama, Charles Ray, Tobias Rehberger, Shirana Shahbazi, Efrat Shvily, Rudolf Stingel, Rirkrit Tiravanija, Andy Warhol (Screentest, Marcel Duchamp, 1964-1966; Spazio esterno e interno, 1965).

### La zona
Padiglione temporaneo di 700 m², tra il Padiglione del libro e il Padiglione degli Stati Uniti, riservato a giovani artisti italiani.
- Curatore: Massimiliano Gioni
- Sede: Giardini della Biennale
- Artisti invitati: Gruppo A12, Alessandra Ariatti, Micol Assaël, Anna De Manincor, Diego Perrone, Patrick Tuttofuoco, ZimmerFrei.

### Clandestini
28 artisti contemporanei selezionati da Bonami nel corso di un anno di viaggi.
- Curatore: Francesco Bonami
- Sede: Corderie dell'Arsenale
- Artisti invitati: Etty Abergel, Avner Ben Gal, Mircea Cantor, Colin Darke, Enrico David, Flavio Favelli, Ghazel, Dryden Goodwin, Hannah Greely, Hakan Gürsoytrak, Michal Helfman, Eva Koch, Paulina Olowska, Jorge Queiroz, Aïda Ruilova, Bojan Sarcevic, Dana Schutz, Doron Solomons, Monika Sosnowska, Cheyney Thompson, Jaan Toomik, Francisco Tropa, Tatiana Trouvé, Nobuko Tsuchiya, Magnus von Plessen, Amelie von Wulffen, Shizuka Yokomizo, Liu Zheng.

### Smottamenti: Arte africana contemporanea e paesaggi in cambiamento
Sezione dedicata ad artisti africani contemporanei i cui lavori seguono gli "smottamenti" che danno forma all'arte contemporanea.
- Curatore: Gilane Tawadros
- Sede: Corderie dell'Arsenale
- Artisti invitati: Laylah Ali, Kader Attia, Samta Benyahia, Zarina Bhimji, Frank Bowling, Clifford Charles, Pitzo Chinzima, Rotimi Fani-Kayode, Hassan Fathy, Veliswa Gwintsa, Moshekwa Langa, Salem Mekuria, Sabah Naim, Moataz Nasr, Wael Shawky.

### Sistemi individuali
- Curatore: Igor Zabel
- Sede: Corderie dell'Arsenale
- Artisti invitati: Victor Alimpiev, Pawel Althamer, Art & Language (Michael Baldwin, Charles Harrison, Mel Ramsden), Josef Dabernig, Irwin, Luisa Lambri, Yuri Leiderman, Andrei Monastyrski, Pavel Mrkus, Roman Opalka, Marko Peljhan, Florian Pumhösl, Simon Starling, Mladen Stilinović, Nahum Tevet, Marian Zhunin.

### Zona d'urgenza / Z.O.U.
Sezione dedicata all'espansione urbana, che si fa sempre più rapida e sempre meno pianificata, diventando così il prodotto di un'urgenza, soprattutto nel contesto asiatico.
- Curatore: Hou Hanru
- Sede: Corderie dell'Arsenale
- Artisti invitati: Adel Abdessemed, Alfredo Juan Aquilizan, Maria Isabel Aquilizan, Atelier Bow Wow, Atelier FCJZ, Big Tail Elephant (Liang Juhui, Chen Shaoxiong, Xu Tan, Lin Yilin), Borges Libreria (Chen Tong), Campement Urbain, Jota Castro, Hoy Cheong Wong, Gu Dexin, Heri Dono, Gimhongsok, Yung Ho Chang, Joo Jae-Hwan, Jin Jiangbo, Duan Jianyu, Fu Jie, Yang Jiechang, Sora Kim, Kyupi Kyupi (Yoshimasa Ishibashi, Mazuka Kimura, Emura Koichi, Mami Wakeshima), Surasi Kusolwong, Yan Lei, Heng Liu, Jun Nguyen-Hatsushiba, Tsuyoshi Ozawa, Yan Pei-Ming, Cheang Shu Lea, Takamine Tadasu, Tsou-Choi Tsang, U-theque (Cao Fei, Ou Ning), Vitamin Creative Space (Hu Fang, Wei Zhang), Zhenzhong Yang, Yangjiang Group (Feng Qianyu, Sha Yeya, Zheng Guogu), Lu Yi, Yang Yong, Huang Yong Ping, Young-Hae Chang Heavy Industries (YHCHI), Peili Zhang, Jiang Zhi, Jia Zhu.

### La struttura della crisi
Sezione nella quale gli artisti raccontano le crisi politiche, economiche e sociali dei Paesi di provenienza.
- Curatore: Carlos Basualdo
- Sede: Artiglierie dell'Arsenale
- Artisti invitati: BAK, Caracas Group (Jesus Fuenmayor, Rafael Pereira), Carolina Caycedo, Alice Creischer, Alexandre Da Cunha, Paola Di Bello, Yona Friedman, (Grupo de Arte Callejero (GAC), Gego, Fernanda Gomes, Rachel Harrison, José Antonio Hernández-Diez, Koo Jeong-A, Chris Ledochowski, Mikael Levin, Armin Linke, Juan Maidagan, Marepe, Cildo Meireles, Oda Projesi, Hélio Oiticica, António Ole, Muyiwa Osifuye, Marjetica Potrč, Raqs Media Collective, Pedro Reyes, Andreas Siekmann, Robert Smithson, Meyer Vaisman, Dolores Zinny.

### Rappresentazioni arabe contemporanee
Tentativo di mettere a fuoco il dibattito interno alla cultura araba per far conoscere all'esterno le identità di un mondo geograficamente vicino ma intimamente lontano.
- Curatore: Catherine David
- Sede: Artiglierie dell'Arsenale
- Artisti invitati: Tony Chakar, Walid Raad, Michel Lasserre, Bilal Khbeiz, Taysir Batniji, Randa Shaath.

### Il quotidiano alterato
- Curatore: Gabriel Orozco
- Sede: Tese delle Vergini all'Arsenale
- Artisti invitati: Abraham Cruzvillegas, Jimmie Durham, Daniel Guzmán, Jean Luc Moulène, Damián Ortega, Fernando Ortega.

### Stazione utopia
I curatori hanno invitato 160 artisti ad affrontare con il tema utopia realizzando installazioni, modelli, video e molti manifesti, che invadono l'ampio spazio della Stazione e il giardino adiacente.
- Curatori: Molly Nesbit, Hans-Ulrich Obrist, Rirkrit Tiravanija
- Sede: Tese delle Vergini all'Arsenale
- Artisti invitati: Marina Abramović, Carla Accardi, Acconci Studio, Franz Ackermann, Doug Aitken, Eric Allaway, Pawel Althamer, Amicale des témoins Christian Boltanski, Arcagroup, Asymptote, Atelier van Lieshout, Yuri Avvakumov, Zeigam Azizov, John Baldessari, Anna Barbara, Matthew Barney, Thomas Bayrle, Dara Birnbaum, John Bock, Iñaki Bonillas, Ecke Bonk (typosophes sans frontières), Ingrid Book, Louise Bourgeois, Bruce Mau Design, Angela Bulloch, Bureau d'études, Pash Buzari, Hoy Cheong Wong, Jay Chung, Santiago Cirugeda, Henry Clancy, Cliostraat, Verne Dawson, Tacita Dean, Luc Deleu, Jeremy Deller, Wilson Diaz, Diller + Scofidio, Thea Djordjadze, Nico Dockx], Trisha Donnelly, Jimmie Durham, Leif Elggren, Ólafur Elíasson, Elmgreen & Dragset, Jan Fabre, Hans-Peter Feldmann, Peter Fend, Vadim Fishkin, Didier Fiuza Faustino, Fleas, Alicia Framis, Yona Friedman, Future Systems, Isa Genzken, Matteo Ghidoni, Liam Gillick, John Giorno, Leon Golub, Dominique Gonzalez-Foerster, Rodney Graham, Joseph Grigely, gruppo A12, Natascha Haghighian Sadr, Henrik Håkansson, Mathew Hale, Stuart Hall, Carina Hedén, Nikolaus Hirsch, Thomas Hirschhorn, Yung Ho Chang, Carsten Höller, Karl Holmqvist, Marine Hugonnier, Pierre Huyghe, Ilya & Emilia Kabakov, Initiative Haubrich-Forum, Institute without Boundaries, Arata Isozaki, Janus Magazine, Wang Jian-Wei, Sture Johannesson, John MacLane Johansen, Isaac Julien, Jean-Paul Jungmann, Gülsün Karamustafa, Jakob Kolding, Julius Koller, Rem Koolhaas, Harmony Korine, Gyula Kosice, Lucien Kroll, Elke Krystufek, Gabriel Kuri, Antonio G. Lauer, Bertrand Lavier, LCM / Fernando Romero, Kamin Lertchaiprasert, Simon Leung, Armin Linke, M/M, Enzo Mari, Damon McCarthy, Steve McQueen, Jonas Mekas, Annette Messager, Gustav Metzger, Ayumi Minemura, Jonathan Monk, Marco Moretti, multiplicity lab, Deimantas Narkevicius, Carsten Nicolai, Nils Norman, Oleanna Group, Henrik Olesen, Olof Olsson, Roman Ondák, Yoko Ono, Anatoli Osmolovsky, Lygia Pape, Claude Parent, Philippe Parreno, Oliver Payne, Manfred Pernice, Peter Fischli & David Weiss, Elizabeth Peyton, Kirsten Pieroth, Michelangelo Pistoletto, Bettina Pousttchi, Ma Qingyun, Radek, Edi Rama, Raqs Media Collective, Tobias Rehberger, Nick Relph, Pedro Reyes, David Robbins, François Roche, Pia Rönicke, ROR (Revolutions on Request), Israel Rosenfield, Martha Rosler, Edward Ruscha, Anri Sala, Tomás Saraceno, Markus Schinwald, Christoph Schlingensief, Carolee Schneemann, Allan Sekula, Thasnai Sethaseree, Shimabuku, Andreas Slominski, Patti Smith, Sean Snyder, Nedko Solakov, Yutaka Sone, Nancy Spero, Luc Steels, Superflex, Supermoderno, Javier Téllez, Rirkrit Tiravanija, Lincoln Tobier, Rosemarie Trockel, Uglycute, Christophe van Huffel, Agnès Varda, Anton Vidokle, Jacques Villeglé, Luca Vitone, Carl Michael von Hausswolff, Immanuel Wallerstein, Lawrence Weiner, Markus Weisbeck, David Weiss, Eyal Weizman, Loo Jia Wen, Franz West, Pae White, Stephen Willats, Cerith Wyn Evans, Fudong Yang, Carey Young, Tamas Zanko, Zerynthia, Andrea Zittel.

### Pittura / Painting: da Rauschenberg a Murakami, 1964-2003
La mostra voleva ripercorrere il cammino della pittura alla Biennale, cercando di individuare opere attraverso le quali lo spettatore potesse leggere la relazione di amore-odio che l'arte contemporanea ha avuto con il soggetto pittura, attraverso le opere di 50 artisti.
- Curatore: Francesco Bonami
- Sede: Museo Correr
- Artisti invitati: Kai Althoff, Frank Auerbach, Francis Bacon, Georg Baselitz, Jean Michel Basquiat, Glenn Brown, Erik Bulatov, Daniel Buren, Alberto Burri, Enrico Castellani, Vija Celmins, Francesco Clemente, Chuck Close, John Currin, Gino De Dominicis, Peter Doig, Marlene Dumas, Carroll Dunham, Lucio Fontana, Franz Gertsch, Domenico Gnoli, Philip Guston, Renato Guttuso, Jan Håfström, Peter Halley, Richard Hamilton, Damien Hirst, Gary Hume, Jörg Immendorff, Anselm Kiefer, Martin Kippenberger, Maria Lassnig, Roy Lichtenstein, Margherita Manzelli, Agnes Martin, Takashi Murakami, Elizabeth Peyton, Lari Pittman, Sigmar Polke, Robert Rauschenberg, Gerhard Richter, Bridget Riley, Edward Ruscha, Robert Ryman, Jenny Saville, Thomas Scheibitz, Julian Schnabel, Luc Tuymans, Cy Twombly, Andy Warhol.

### Interludes
Opere disseminate tra i Giardini, l'Arsenale e la stazione di Santa Lucia.
- Curatore: Francesco Bonami
- Sede: varie a Venezia
- Artisti invitati: Darren Almond, Pawel Althamer, Pedro Cabrita Reis, Thomas Demand, Urs Fischer, Luca Guglietta, Jeppe Hein, Sandi Hilal, Gabriel Kuri, Damir Niksic, Alexandre Perigot, Alessandro Petti, Paola Pivi, Piotr Uklanski.

## Partecipazioni nazionali
| Paese                                   | Luogo                                                | Titolo                                          | Artista/i | Curatore/i                               | Note |
| --------------------------------------- | ---------------------------------------------------- | ----------------------------------------------- | --- | ---------------------------------------- | ---- |
| Armenia                                 | Ca' Zenobio degli Armeni                             | Senza ritorno                                   | David Kareyan, Eva Khachatrian | Edward Balassanian                       |      |
| Australia                               | Padiglione ai Giardini                               | Siamo una famiglia                              | Patricia Piccinini | Linda Michael                            |      |
| Austria                                 | Padiglione ai Giardini                               |                                                 | Bruno Gironcoli |                                          |      |
| Belgio                                  | Padiglione ai Giardini                               |                                                 | Sylvie Eyberg, Valérie Mannaerts |                                          |      |
| Bosnia ed Erzegovina                    | Palazzo Zorzi                                        |                                                 | Maja Bajevic, Jusuf Hadžifejzović, Edin Numankadić, Nebojša Šeric-Šoba                                                                   | Asja Mancič                              |      |
| Brasile                                 | Padiglione ai Giardini                               |                                                 | Beatriz Milhazes, Rosangela Rennó | Alfons Hug                               |      |
| Canada                                  | Padiglione ai Giardini                               | Da qui a lì                                     | Jana Sterbak | Gilles Godmer                            |      |
| Rep. Ceca Slovacchia                    | Padiglione ai Giardini                               | Superstart                                      | Kamera Skura, Kunst-Fu |                                          |      |
| Cipro                                   | Fondazione Querini Stampalia                         | La casa curva                                   | Nikos Charalambidis | Raimundas Malašauskas                    |      |
| Corea del Sud                           | Padiglione ai Giardini                               | Paesaggio delle diversità                       | Yiso Bahc, Whang Inkie, Chung Seoyoung                                                                                                   |                                          |      |
| Croazia                                 | Palazzo Fortuny                                      | Modelli di visibilità                           | Boris Cvjetanović, Ana Opalić |                                          |      |
| Danimarca                               | Padiglione ai Giardini                               |                                                 | Olafur Eliasson |                                          |      |
| Egitto                                  | Padiglione ai Giardini                               | Conflicts and Dreams                            | Ahmed Mohamed Nawar |                                          |      |
| Emirati Arabi Uniti                     | Arsenale                                             | Walking on Water                                | Mohammed Kazem | Reem Fadda                               |      |
| Estonia                                 | Palazzo Malipiero                                    | Marko und Kaido                                 | Marko Mäetamm, Kaido Ole | Anders Härm                              |      |
| Ex Repubblica Jugoslava di Macedonia    | Campo Santo Stefano                                  | Integralismo                                    | Zaneta Vangeli |                                          |      |
| Ex Repubblica Jugoslava di Macedonia    | Campo Santo Stefano                                  | Passaggio                                       | Vana Urosevik |                                          |      |
| Francia                                 | Padiglione ai Giardini                               | Il Padiglione delle Amazzoni - Lumière (Luce)   | Jean-Marc Bustamante |                                          |      |
| Georgia                                 | Ateneo Veneto                                        | Museo dell'archeologia essenziale               | Tea Gvetadze, Tamara K. E. | Irena Popiashvili                        |      |
| Georgia                                 | Ateneo Veneto                                        | Oltre i divieti                                 | Levan A. Chogoshvili |                                          |      |
| Germania                                | Padiglione ai Giardini                               |                                                 | Candida Höfer, Martin Kippenberger |                                          |      |
| Giappone                                | Padiglione ai Giardini                               | Eterotopias (Spazi Altri)                       | Motohiko Odani, Yutaka Sone |                                          |      |
| Gran Bretagna                           | Padiglione ai Giardini                               | within reach                                    | Chris Ofili |                                          |      |
| Grecia                                  | Padiglione ai Giardini                               | Intron                                          | Athanasia Kyriakakos, Dimitris Rotsios                                                                                                   |                                          |      |
| Indonesia                               | Palazzo Malipiero                                    | Lutto per il mondo: il paradiso perduto         | Arahmaiani, Dadang Christanto, Tisna Sanjaya, Made Wianta                                                                                | Amir Sidharta                            |      |
| Iran                                    | Palazzo Malipiero                                    | Welcome to Iraq                                 | Behrooz Daresh, Hossein Khosrojerdi, Ahmad Nadalian                                                                                      | Reza Nami                                |      |
| Irlanda                                 | Scuola di San Pasquale                               | Laboratorio della vigna                         | Katie Holten |                                          |      |
| Islanda                                 | Padiglione Alvar Aalto ai Giardini                   | Archivio - Acque in Pericolo                    | Rúrí |                                          |      |
| Israele                                 | Padiglione ai Giardini                               |                                                 | Michal Rovner | Modercahi Omer                           |      |
| Kenya                                   | ex Mensa dell'Arsenale                               |                                                 | Richard Onyango, Armando Tanzini |                                          |      |
| Lettonia                                |                                                      | Euforia                                         | Group F5 | Māra Traumane                            |      |
| Lituania                                | Museo Fortuny                                        | Asia. Europa                                    | SetP Stanikas |                                          |      |
| Lussemburgo                             | Ca' del Duca                                         | Aria condizionata                               | Su-Mei Tse |                                          |      |
| Nuova Zelanda                           | Campo della Maddalena                                | Questa è la Trekka                              | Michael Stevenson | Boris Kremer, Robert Leonard             |      |
| Paesi Bassi                             | Padiglione ai Giardini                               |                                                 | Carlos Amorales, Alicia Framis, Meschac Gaba, Jeanne Van Heeswijk, Erik Van Lieshout                                                     |                                          |      |
| Paesi Nordici Finlandia Norvegia Svezia | Padiglione ai Giardini                               | Chi Diavolo se ne importa                       | Liisa Lounila, Kristina Bræin, Mamma Andersson                                                                                           | Anne Karin Jortveit, Andrea Kroksnes     |      |
| Polonia                                 | Padiglione ai Giardini                               | Alea - Gioco dei dadi                           | Stanislaw Drózdz | Pawel Sosnowski                          |      |
| Portogallo                              | Granai della Giudecca                                | Viaggi più lunghi                               | Pedro Cabrita Reis |                                          |      |
| Romania                                 | Padiglione ai Giardini                               | Alteridem.exe_2                                 | Man Calin, Kinema Ikon | Man Calin                                |      |
| Russia                                  | Padiglione ai Giardini                               | Il ritorno dell'artista                         | Sergij Bratkov, Vladimir Dubosarskij, Valerij Koŝlâkov, Aleksandr Vinogradov, Konstantin Zvezdočëtov                                     | Viktor Miziano                           |      |
| Serbia e Montenegro                     | Padiglione ai Giardini                               | International Exhibition of Modern Art          | Milica Tomic | Branislav Dimitrijević, Dejan Smetenovic |      |
| Singapore                               | Fondazione Ugo e Olga Levi, Palazzo Giustinian Lolin |                                                 | Heman Chong, Francis Ng, Swie-hian Tan                                                                                                   | Sze-Wee Low                              |      |
| Slovenia                                | Galleria A+A                                         | Terror=décor: Arte ora                          | Žiga Kariž |                                          |      |
| Spagna                                  | Padiglione ai Giardini                               | Lara Almarcegui                                 | Santiago Sierra | Rosa Martinez                            |      |
| Stati Uniti                             | Padiglione ai Giardini                               |                                                 | Fred Wilson |                                          |      |
| Svizzera                                | Padiglione ai Giardini                               |                                                 | Emmanuelle Antille, Jörg Lenzlinger, Gerda Steiner                                                                                       |                                          |      |
| Thailandia                              | Via Garibaldi                                        | Fantasie e Fantasmi nell'era del trauma globale | Sakarin Krue-on, Kamol Phaosavasdi, Tawatchai Puntusawasdi, Michael Shaowanasai, Vasan Sitthiket, Manit Sriwanichpoom, Montri Toemsombat |                                          |      |
| Turchia                                 | ex Mensa dell'Arsenale                               |                                                 | Ergin Çavuşoğlu, Nuri Bilge Ceylan, Gül Ilgaz, Neriman Polat, Nazif Topçuoglu                                                            |                                          |      |
| Ucraina                                 | Fondazione Ugo e Olga Levi                           | Le macine del tempo                             | Viktor Sydorenko | Viktor Sydorenko, Alexander Solovyov     |      |
| Ungheria                                | Padiglione ai Giardini                               | Body of Nefertiti                               | Little Warsaw | Zsolt Petrányi                           |      |
| Uruguay                                 | Padiglione ai Giardini                               | Sognando la pace                                | Pablo Atchugarry | Luciano Caramel                          |      |

### Istituto Italo-Latino Americano
Il Padiglione dell'Istituto Italo-Latino Americano (IILA) si è tenuto dal 15 giugno al 19 ottobre 2003 ed è stato organizzato presso il Convento dei Santi Cosma e Damiano, con la partecipazione di 13 artisti provenienti da 9 paesi dell'America Latina.
La curatrice argentina Irma Arestizábal ha scelto come titolo dell'esposizione Archipiélago de imágenes.
| Paese           | Luogo                              | Titolo                   | Artista/i                                                               | Curatore/i       | Note |
| --------------- | ---------------------------------- | ------------------------ | ----------------------------------------------------------------------- | ---------------- | ---- |
| Argentina       | Convento dei Santi Cosma e Damiano | Archipiélago de imágenes | Charly Nijensohn                                                        | Irma Arestizábal |      |
| Cile            | Convento dei Santi Cosma e Damiano | Archipiélago de imágenes | Eugenia Vargas Pereira                                                  | Irma Arestizábal |      |
| Colombia        | Convento dei Santi Cosma e Damiano | Archipiélago de imágenes | Maria Fernanda Cardoso                                                  | Irma Arestizábal |      |
| Costa Rica      | Convento dei Santi Cosma e Damiano | Archipiélago de imágenes | Marisel Jiménez Rittner, Rossella Matamoros, Joaquín Rodriguez Del Paso | Irma Arestizábal |      |
| Rep. Dominicana | Convento dei Santi Cosma e Damiano | Archipiélago de imágenes | Marcos Lora Read                                                        | Irma Arestizábal |      |
| Ecuador         | Convento dei Santi Cosma e Damiano | Archipiélago de imágenes | Tomás Ochoa                                                             | Irma Arestizábal |      |
| El Salvador     | Convento dei Santi Cosma e Damiano | Archipiélago de imágenes | Muriel H. Hasbún                                                        | Irma Arestizábal |      |
| Panama          | Convento dei Santi Cosma e Damiano | Archipiélago de imágenes | Brooke Alfaro, Haydée Victoria Suescum                                  | Irma Arestizábal |      |
| Perù            | Convento dei Santi Cosma e Damiano | Archipiélago de imágenes | Fernando Bryce, Gilda Mantilla                                          | Irma Arestizábal |      |

### Premio per la Giovane arte italiana
Nel Padiglione Venezia dei Giardini sono state presentate le opere degli artisti italiani Charles Avery, Avish Khebrehzadeh, Sara Rossi e Carola Spadoni che hanno partecipato al secondo Premio per la Giovane arte italiana 2002/2003 promosso dal MAXXI - Museo nazionale delle arti del XXI secolo e dalla  DARC - Direzione Generale per l'Arte e l'Architettura Contemporanee, a cura di Mariano Colombo e Monica Pignatti Morano.

## Extra. 50
19 mostre a latere in varie sedi:
1. Absolut Generations
2. Brain Academy Apartment
3. The Dawn of DIMI
4. Further: Artists from Wales
5. Hans Ulrich Obrist - Interviste
6. Hungry Ghosts - Fantasmi affamati
7. Ilya / Emilia Kabakov "Where Is Our Place?"
8. Inhabit
9. Italian Factory
10. Limbo Zone
11. Fabio Mauri
12. Navigating the Dot - Artists from Hong Kong, China
13. Pellerossasogna - The Shirt
14. Radar - Contemporary Arts for European Cities
15. Reshape!
16. The Snow Show: Venice
17. Il sogno che risorge dalla vita
18. Stopover
19. Zenomap

## Riserva artificiale
Alla Darsena di Porto Marghera si è tenuto il progetto Riserva artificiale, a cura dell'Accademia di belle arti di Venezia, a cui hanno partecipato Alessandro Ambrosini, Alessia Bellon, Stefania Bona], Viviana Carlet, Lisa Castellani, Maria Ida Clementel, Valeria Cozzarini, Anna L. Dionello, Antonio Guiotto, Changiz Jalayer, Manuela Mocellin, Valentina Paganello, Cesare Pietroiusti, Eleonora Sarasin, Melissa Valso, Stefano Zatti.

## Incontri con il pubblico
Il pubblico ha avuto l'occasione di incontrare all'Arsenale personalità della cultura nell'ambito degli oltre 120 incontri organizzati dall'Archivio storico delle arti contemporanee, diretto da Giuliano da Empoli, nei due cicli 99 - Tutte le idee meno una e Tipping Point. I luoghi dell'innovazione in Italia.

## Giurie
Il Consiglio di amministrazione ha nominato due Giurie per l'assegnazione dei premi:
- Giuria per la migliore Partecipazione nazionale
  - Salvatore Settis (direttore della Scuola Normale Superiore di Pisa) - Presidente
  - Gabriella Belli (direttrice del MART di Trento)
  - Isabel Carlos (curatrice Biennale di Sydney)
  - Vishakha N. Desai (vice presidente Senior Asia Society, New York)
  - Rose Issa (critico e curatrice d'arte)
  - Shinji Kohmoto (curatore National Museum of Modern Art, Kyoto)
- Giuria per l'Esposizione Internazionale
  - Salvatore Settis - Presidente
  - Pio Baldi (direttore generale Fondazione DARC, Roma)
  - Richard Flood (curatore capo Walker Art Center, Minneapolis)
  - Vasif Kortun (direttore Project4, Istanbul)
  - Koyo Kouoh (African Association of Contemporary Culture, Dakar)
  - Dalia Levin (direttore Herzliya Museum)

## Premi assegnati
La cerimonia di premiazione è avvenuta il 14 giugno nella Sala del Giudizio del Palazzo Ducale di Venezia:
- Leone d'oro per la migliore opera esposta: Peter Fischli & David Weiss (Svizzera) per Senza titolo (Domande) (1981)
- Leone d'oro per un artista sotto i 35 anni: Oliver Payne e Nick Relph (Gran Bretagna) per Mixtape (2002)
- Leone d'oro per la migliore partecipazione nazionale: Lussemburgo per Aria condizionata di Su-Mei Tse
- Premio per la giovane arte italiana: Avish Khebrehzadeh per Le canottiere fiorite
- Leone d'oro alla carriera:
  - Carol Rama (Italia)
  - Michelangelo Pistoletto (Italia)

## Pubblicazioni
- Francesco Bonami e Maria Luisa Frisa (a cura di), Sogni e Conflitti. La dittatura dello spettatore - 50. Esposizione Internazionale d'Arte, Venezia, Marsilio, 2003, ISBN 978-88-317-8235-7.
- Francesco Bonami e Maria Luisa Frisa (a cura di), Sogni e Conflitti. La dittatura dello spettatore - 50. Esposizione Internazionale d'Arte - Guida, Venezia, Marsilio, 2003.